# هينك بيترز
هينك بيترز (بالهولندية: Henk Peeters)‏ هو رسام وفنان هولندي، ولد في 8 ديسمبر 1925 في لاهاي في هولندا، وتوفي في 13 أبريل 2013.